# サンフランシスコの反マスク連盟

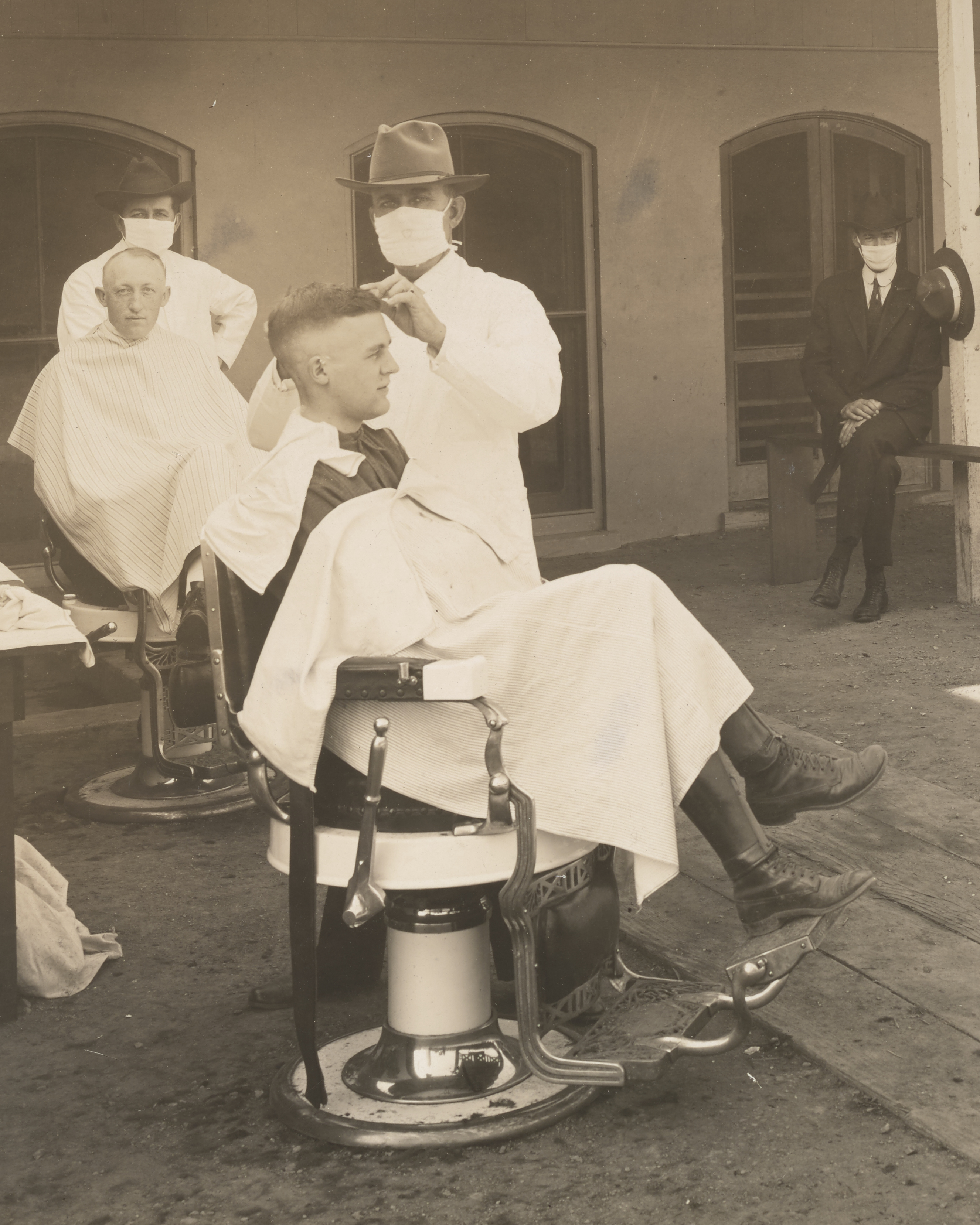
スペイン風邪の流行期にマスクをつけて接客をするカリフォルニア州の理髪師

サンフランシスコの反マスク連盟（サンフランシスコのはんマスクれんめい、Anti-Mask League）は、 カリフォルニア州サンフランシスコ市でスペインかぜが流行した時期に、市内におけるマスク着用の義務化に反発して結成された団体である。マスクを市民に義務づける条例が法的に有効であったのは1か月ほどで、制定されてから間もなく廃止されている。連盟が存在していたのはわずかな期間であるためはっきりとした組織構成はわかっていないが、1919年1月に二度目の条例が施行されたことに抗議する連盟の集会には4,000名から5,000名が参加したと推計されている。

## 背景
スペインかぜの患者がサンフランシスコに出現し始めたのは1918年の秋である。具体的に最初の記録として残っているのは9月後半にあたる。10月半ばには市内には2,000件以上の感染事例が積みあがった (10万人あたり最大で400人ほど)。サンフランシスコ市の衛生局は、感染拡大をおさえるために、集会の禁止や学校・劇場の閉鎖、密になることを避けるよう市民に警告するなど様々な施策を打ち出した。一般市民を顧客とする職業（理髪師、ホテルや宿の従業員、銀行の窓口係、薬剤師、小売店の店員など）にはマスク着用が求められた。そして10月25日、市内の全ての人間を対象にした、食事中をのぞいて、屋外または2人以上が集まっている場所で、マスクの着用を義務付ける条例がサンフランシスコにおいて制定された。
8割の人が屋外にいるときはマスクを着用したと推計されており、当初は条例が遵守されている状態であった。赤十字社は海路で市を訪れる人のために船着き場でマスクを販売していた。マスクをしていなかったり、正しく着用していなかった場合は、例外なく、平穏を乱したことの責任を問われ、警告をへて、最終的には罰金を科されたり刑務所送りになった。市長と保健所の職員がボクシングの観戦中にマスクをしていなかったために罰金を払ったという記録も残っている。
マスクに関する最初の条例は1918年11月21日に廃止された。しかしスペインかぜがふたたび流行をみせると1919年1月7日にマスク着用を義務付ける新たな条例が施行された。

## 連盟の結成
マスク着用が求められた当初も一部の市民から不満の声があがっていたが、1919年に新たに施行された条例はマスク着用義務化に対する反対運動に火を点け、それが反マスク連盟の結成に竿指した。連盟には一般市民だけでなく、医師、自由主義活動家などが名を連ね、管理委員会(Board of Supervisors)の委員も少なくとも一人はメンバーとして加わっていたことが確認されている。1月25日に開催された連盟の集会には4,000人から5,000人が参加したと推計されている。マスクの義務化中止の請願のため署名活動をしようとするメンバーもいれば、衛生当局に対するリコール活動をしようとするメンバーもいた。当時サンフランシスコ市長であったジェームズ・ロルフに条例を廃止しないなら辞任せよとアジテートする声もあがった。反マスク連盟の会長は、弁護士かつ労働者の権利を求める活動家であり、サフラジェットでもあったE.C.ハリントンであり、彼女は痛烈に市長を批判していた人物でもあった。そのため反マスク連盟はその背景に政治的な動機があったとも推測されている。マスク着用の義務化をめぐり世論はおおいに盛り上がった。マスク着用に反対する側が主に問題視したのは、科学的な根拠が欠けていること及び市民の自由権を侵害していることであった。
マスク着用義務化については反マスク連盟側からの批判だけでなく、サンフランシスコ市外の衛生局からも不要であるという見解がでていた。市の衛生局内でも「州当局の態度が、反マスク連盟を勢いづけている」と逆に州を批判する声があがっていた。
1月27日、反マスク連盟は、会長のE. C. ハリントンが署名したマスクに関する条例の廃止を訴える請願書を市の管理委員会に提出した。当時はアメリカ全土の新聞が、この抗議団体に紙面を割いていた。衛生局の提案にもとづいてサンフランシスコでのこの条例が無効になるのは、1919年2月1日のことである。

## 当時の分析と現代との比較
1919年の研究論文では、マスクの着用義務化には疫病の流行に対して何ら効果がなかったと結論づけられているが、一方でその理由についてマスク着用が主に屋外に限られており、最も感染しやすくなる屋内で密になった状態では着用されていなかったためである可能性に言及されている。またほとんどのマスクが感染防止に適した素材で製造されていなかったことも指摘されている。しかし2020年の医学史家の分析によれば、当時サンフランシスコにおけるインフルエンザを原因とする死者は減少しており、部分的にはマスク着用を義務付ける方針がそれに影響しているとはいえる。
21世紀になりアメリカ合衆国でコロナウイルス感染症が流行すると、フェイスマスク着用や都市封鎖に対する抗議活動が、スペインかぜの時代の反マスク連盟の活動と重ねて比較されるようになった。